# Molledo
Molledo è un comune spagnolo di 1.679 abitanti situato nella comunità autonoma della Cantabria, comarca di Besaya.
È formato dai sette nuclei abitati: Cobejo, Helguera, Molledo, San Martin de Quevedo, Santa Cruz, Santa Olalla, Silió, con Molledo capoluogo che dà il nome al municipio e dista 54 km da Santander, capitale della regione. I sette paesi che costituiscono il comune hanno fatto parte della Valle de Iguña.
Il territorio municipale è montano solcato dalle valli del fiume Besaya che l'attraversa, e dei numerosi affluenti.
Come diversi altri paesi rurali della Cantabria, Molledo si è andata spopolando con regolarità e progressione durante il secolo scorso a causa dell'emigrazione soprattutto di giovani verso zone che offrivano un lavoro meglio retribuito e un ambiente per loro più gratificante, inoltre l'agricoltura e l'allevamento del bestiame esercitati con modi e mezzi più moderni richiedono meno addetti a pari o superiori produzioni. L'emigrazione giovanile spesso permanente ha determinato una diminuzione della natalità che anche oggi è a saldo negativo rispetto alla mortalità. L'età media è calcolata di 47,4 anni, indice di invecchiamento della popolazione passata che è dai 3.100 abitanti nel 1900 ai 1.848 del 2001. L'economia tradizionalmente basata sull'attività agraria e pastorale, trova oggi i suoi mezzi nel settore terziario dei servizi e nell'industria. La ripartizione della popolazione attiva a seconda del settore di attività vede infatti al primo posto il settore terziario con il 41,1% degli addetti, seguito dal settore industriale con il 25,5%, dall'edilizia con il 17,2% e dal settore primario con 16,2%. Va notato che molte persone impiegate nell'industria e nell'edilizia risiedono a Molledo ma lavorano nei comuni vicini, altre trovano impiego nella ventina di industrie locali di vario tipo la maggiore delle quali è la filatura di lino e di altre fibre tessili esistenti in loco. Negli ultimi decenni per agevolare il turismo si sono costruiti alberghi e agriturismi e rese disponibili case di campagna per l'affitto o l'acquisto.

## Storia
È discussa dagli studiosi la possibilità di insediamenti umani stabili nella zona in epoca preistorica data l'assenza di ritrovamenti archeologici nel territorio comunale a differenza di comuni vicini dove esistono grotte con graffiti e pitture rupestri e dove sono stati rinvenuti oggetti risalenti al paleolitico; si può pertanto affermare che Molledo fu nella preistoria solo un luogo di transito, come fu anche nel periodo di dominio romano. In quel periodo attraversò infatti il territorio municipale la grande via romana che univa la Meseta al litorale cantabrico utilizzata poi anche in periodo medioevale, della quale esistono ancora alcuni resti. Ai lati di questa strada nel medioevo furono costruiti monasteri e chiese.
La prima documentazione dell'esistenza dell'abitato di Silió, attuale frazione del comune, risale al 1106, data della costruzione della Chiesa di San Facondo e Primitivo a cui si riferisce un documento scritto.
Il territorio della Valle de Iguña fu sotto il controllo dei marchesi di Aguilar, ciò non impedì che Molledo partecipasse alle Juntas Generales del XVIII secolo dalle quali sorse la provincia di Cantabria.
Nel 1822 fu creato il comune costituzionale nei confini attuali e col nome del suo capoluogo Molledo.

## Monumenti e luoghi d'interesse
- Calzada romana del Valle de Besaya, a San Martin de Quevedo, dichiarata bien de intéres cultural. È costituita da tratti di selciato della strada romana che univa Pisoraca, l'attuale Herrera de Pisuerga a Portus Bendium, l'attuale Suances e a Portus Victoriae identificato con Santander.
- San Facundo i Primitivo, chiesa di Silió risalente al 1106, dichiarata Monumento de intéres historico artistico.
- Santa Leocadia, chiesa del X secolo ad Helguera, raro esempio di architettura mozaraba esisternte in Cantabria.
- San Roque ermita (chiesa isolata) del XVIII secolo in Molledo.
- San Lorenzo ermita del 1132 a Cobejo
- 'Iglesia Parroquial de Molledo, chiesa parrocchiale di Molledo del XVIII secolo.
- Santuario de la Virgen del Camino del XVII secolo a Molledo.
- Torre medieval de los Quevedos dei secoli XIII-XIV a San Martin de Quevedo.
- Castillo de Cobejo resti del castello del XV secolo a Cobejo.
- Casonas de Rebolledo y Quijano del XVIII secolo a Santa Cruz.
- Casa de Leonardo Torres y Quevedo, del XIX secolo a Santa Cruz.
- Casa de Tagle del XVI secolo a Silió.
- Casa de los Tiros del XVIII a SiliÓ.
- Caseario Redondo del XIX secolo a Molledo.
- casa-Torre de Obregon del XVIII secolo a Silió.

## Feste
La prima domenica di gennaio si celebra la famosa festa della Vijanera che si riferisce ad un'antica tradizione e richiama a Silió anche gente da tutta la Cantabria. Si tratta di una fra le più tipiche feste della Cantabria. È una masquerada carnevalesca che comincia col suono delle campane e che continua col passeggio per le vie cittadine dei personaggi medievali detti zamarrocos, col visi tinto di nero, che indossano pelli di montone, portano alti cappelli a cono e col suono di sonagli scacciano gli spiriti malvagi. Altri personaggi sono l'Oso (l'orso), il Domador, la Pepona, il Trapajon ed altri.
Festival El Carnucu, di musica folk in luglio ad Helguera, con manifestazioni folcloristiche rurali come le gare di taglio dei tronchi di alberi, di trasporto delle olle ed altre.
La Maya il 25 luglio, festa ancestrale a Molledo in cui, fra l'altro, si innalza un albero nel centro del paese col contorno di danze e musica popolare.
Dal 7 all'11 settembre si celebrano le Fiestas de Molledo, che comprendono la festa della Virgen del Carmen e la Feria de ganaderia (fiera del bestiame d'allevamento equino e bovino).
Altra fiera di bovini ed equini è la Feria de Año de san Facundo y Primitivo a Silió, nell'ultima domenica di novembre. Queste fiere sono anche i'occasione di festeggiamenti e manifestazioni diverse.